# Navion Boyd
Navion Boyd (ur. 10 października 1986 w Kingston) – jamajski piłkarz występujący na pozycji napastnika. Zawodnik klubu Tivoli Gardens.

## Kariera klubowa
Boyd seniorską karierę rozpoczął w 2006 roku w zespole Tivoli Gardens. W 2009 oraz w 2011 roku zdobył z nim mistrzostwo Jamajki. W 2011 roku wraz z zespołem sięgnął także po Puchar Jamajki. W 2012 roku, a także w 2015 roku grał na wypożyczeniu w amerykańskim Charleston Battery z ligi United Soccer League.

## Kariera reprezentacyjna
W reprezentacji Jamajki Boyd zadebiutował w 2009 roku. W 2011 roku został powołany do kadry na Złoty Puchar CONCACAF.